# Platyprepia guttata
Platyprepia guttata är en fjärilsart som beskrevs av Jean Baptiste Boisduval 1852. Platyprepia guttata ingår i släktet Platyprepia och familjen björnspinnare. Inga underarter finns listade i Catalogue of Life.